# Jelena Jurjewna Wolkowa
Jelena Jurjewna Wolkowa (russisch Елена Юрьевна Волкова; * 27. Mai 1968) ist eine ehemalige russische Schwimmerin, die in den 1970er und 1980er Jahren für die Sowjetunion und Anfang der 1990er Jahre für das Vereinte Team startete.

## Sportliche Karriere
Jelena Wolkowa gewann bei den Weltmeisterschaften 1991 in Perth die Goldmedaille über 200 m Brust vor Linley Frame aus Australien und Jana Dörries aus Deutschland und die Bronzemedaille über 100 m Brust hinter Linley Frame und Jana Dörries.
Bei den Europameisterschaften 1989 in Bonn gewann Wolkowa die Bronzemedaille über 200 m Brust.
Bei den Olympischen Spielen 1988 belegte Wolkowa den fünften Platz über 100 m Brust. Bei den Olympischen Spielen 1992 belegte sie den 16. Platz über 200 m Brust und den 20. Platz über 100 m Brust.
Wolkowa ist mit dem russischen Schwimmer Gennadi Prigoda verheiratet. Deren gemeinsamer Sohn Kirill Prigoda (* 1995) ist ebenfalls Schwimmer. Seit 1993 arbeitet sie als Schwimmtrainerin in Sankt Petersburg.

## Persönliche Bestzeiten
| Wettkampf         | Bahnlänge | Zeit    | Punkte | Datum              | Ort               | Veranstaltung                             |
| 50 m Brust        | 50 m      | 35,21   | 586    | 4. Juli 2001       | Palma de Mallorca | VIII European Masters Championships (LEN) |
| 50 m Brust        | 25 m      | 32,15   | 718    | 29. Februar 1992   | Palma de Mallorca | World Cup Super Final                     |
| 100 m Brust       | 50 m      | 1:09,24 | 802    | 23. September 1988 | Seoul             | XXIV Olympic Games                        |
| 200 m Brust       | 50 m      | 2:29,53 | 805    | 8. Januar 1991     | Perth             | 6th World Championships (FINA)            |
| 50 m Freistil Lap | 50 m      | 29,57   | –      | 6. Juli 2001       | Palma de Mallorca | VIII European Masters Championships (LEN) |
| 50 m Brust Lap    | 50 m      | 34,42   | –      | 5. Juli 2001       | Palma de Mallorca | VIII European Masters Championships (LEN) |

## Auszeichnungen
- 1991:  Verdienter Meister des Sports der UdSSR